# Der Syrmier Bote
Der Syrmier Bote je bio hrvatski polutjednik na njemačkom iz Vukovara. Nakladnik i odgovorni urednik bio je J. F. Wawerka. Izlazio je nedjeljom i četvrtkom.
Počele su izlaziti u vrijeme kad je u Vukovaru osnovana tiskara.

## Vanjske poveznice
- Grad Vukovar